# Ga Songpanaru
Ga Songpanaru (Tiếng Hàn: 송파나루역, Hanja: 松坡나루驛, 松坡津驛) là ga tàu điện ngầm trên Tàu điện ngầm Seoul tuyến 9 nằm ở Songpa-dong và Bangi-dong, Songpa-gu, Seoul.

## Lịch sử
- 9 tháng 8 năm 2018: Tên ga được quyết định là Ga Songpanaru[1]
- 1 tháng 12 năm 2018: Bắt đầu hoạt động với việc khai trương Giai đoạn 3 của Tàu điện ngầm Seoul tuyến 9[2]

## Bố trí ga
| Seokchon ↑        |
| \| E/B W/B \|     |
| ↓ Hanseong Baekje |

| Hướng Tây  | ● Tuyến 9 | Địa phuơng | ← Hướng đi Khu liên hợp thể thao · Sinnonhyeon · Sân bay Quốc tế Gimpo · Gaehwa |
| Hướng Đông | ● Tuyến 9 | Địa phuơng | → Hướng đi Công viên Olympic · Bệnh viện cựu chiến binh Trung ương →            |

## Xung quanh nhà ga
- Lăng mộ cổ Bangi-dong Baekje
- Chợ Bangi
- Bangi Matgol (ngõ ẩm thực)
- Hồ Seokchon Dongho
- Songnidan-gil
- Văn phòng Songpa-gu
- Trường trung học Bangsan

## Hình ảnh

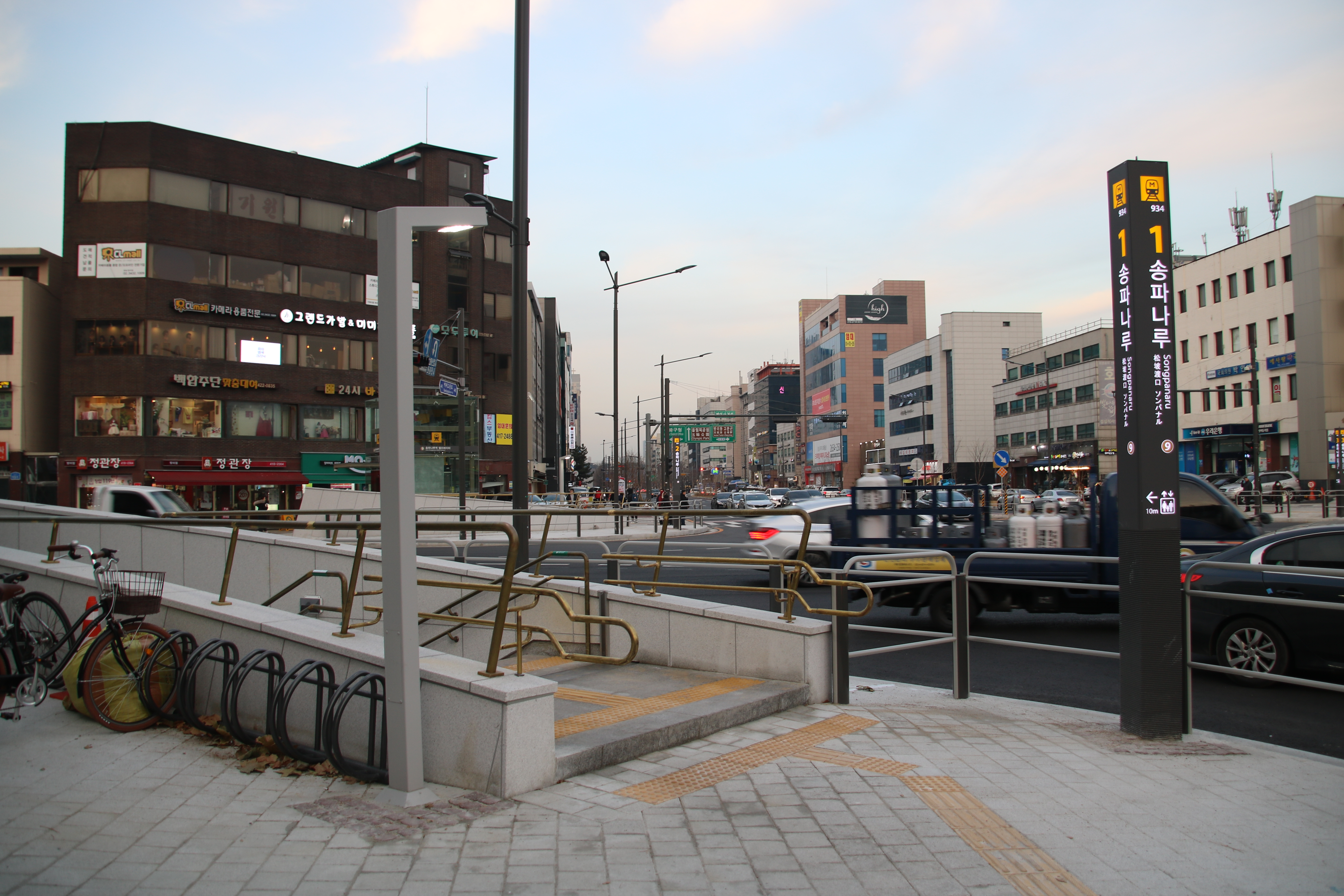
Lối ra 1
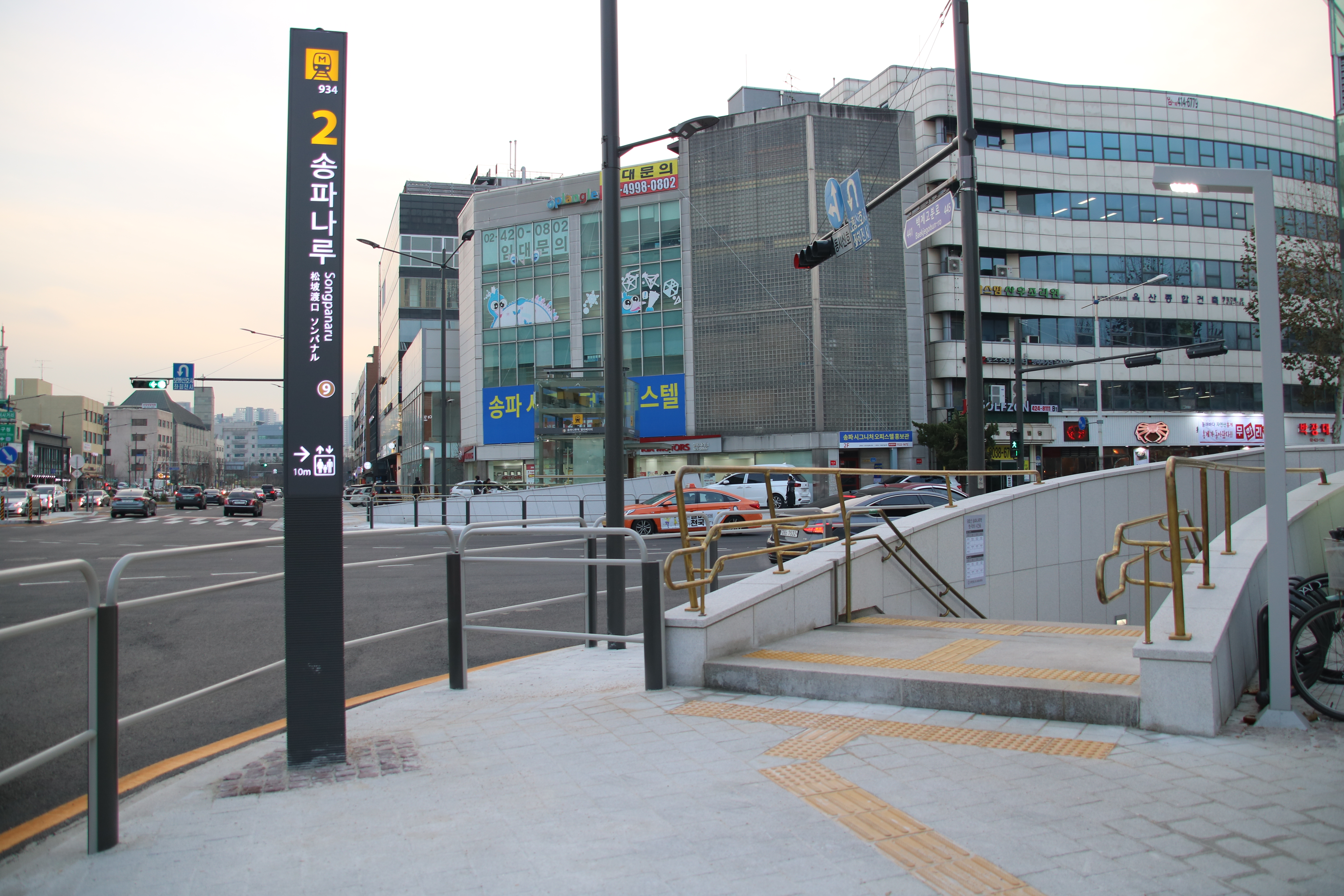
Lối ra 2
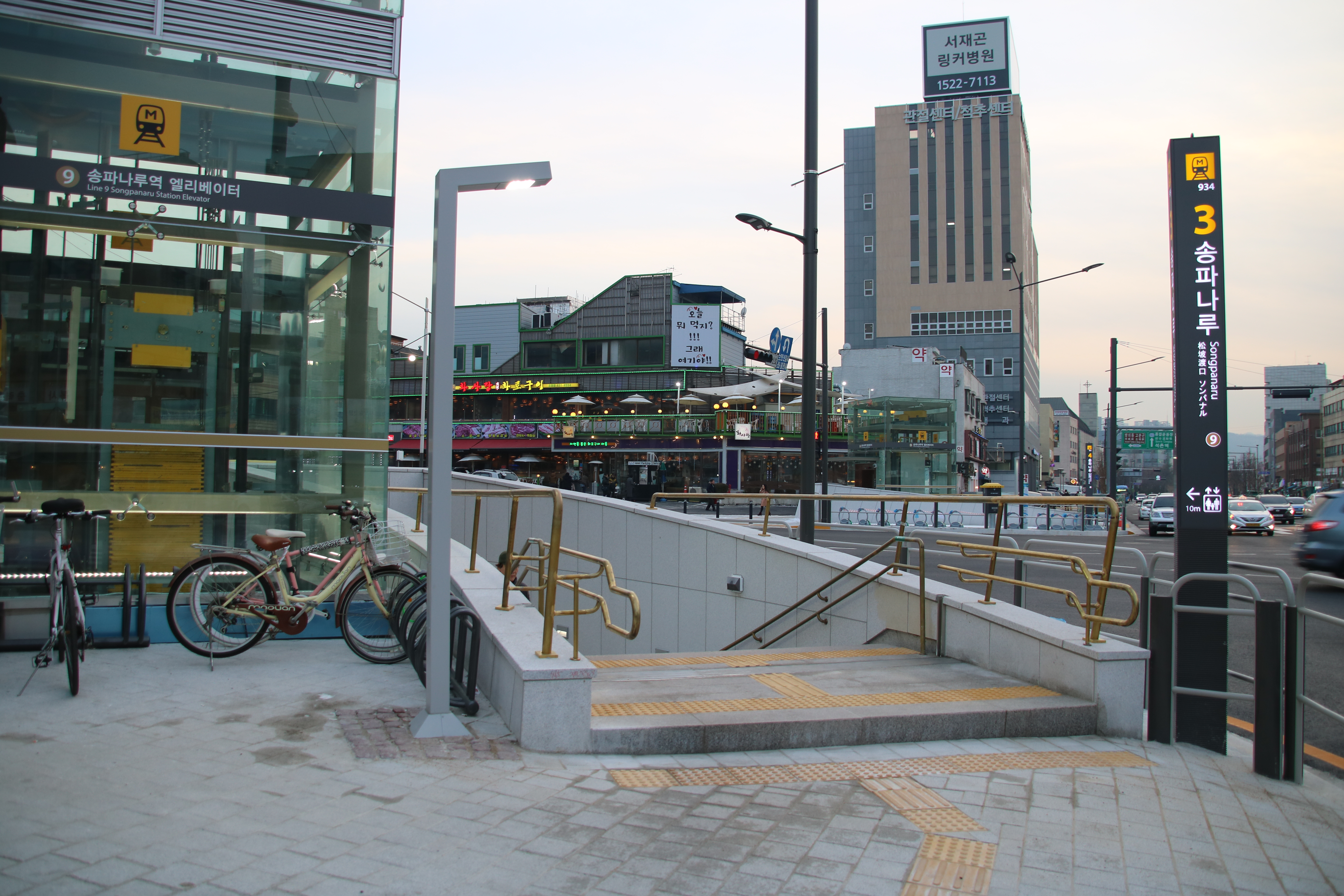
Lối ra 3
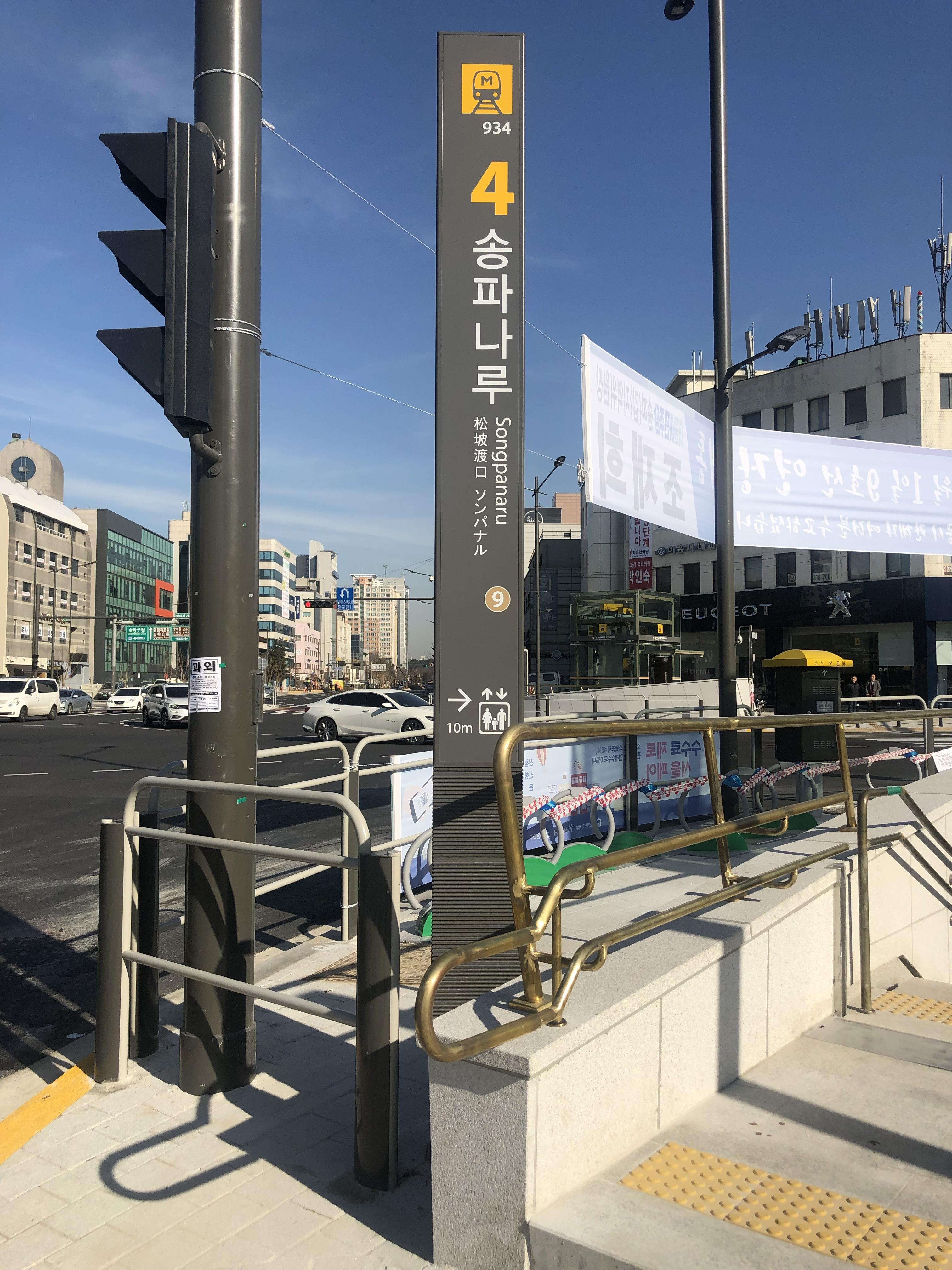
Lối ra 4
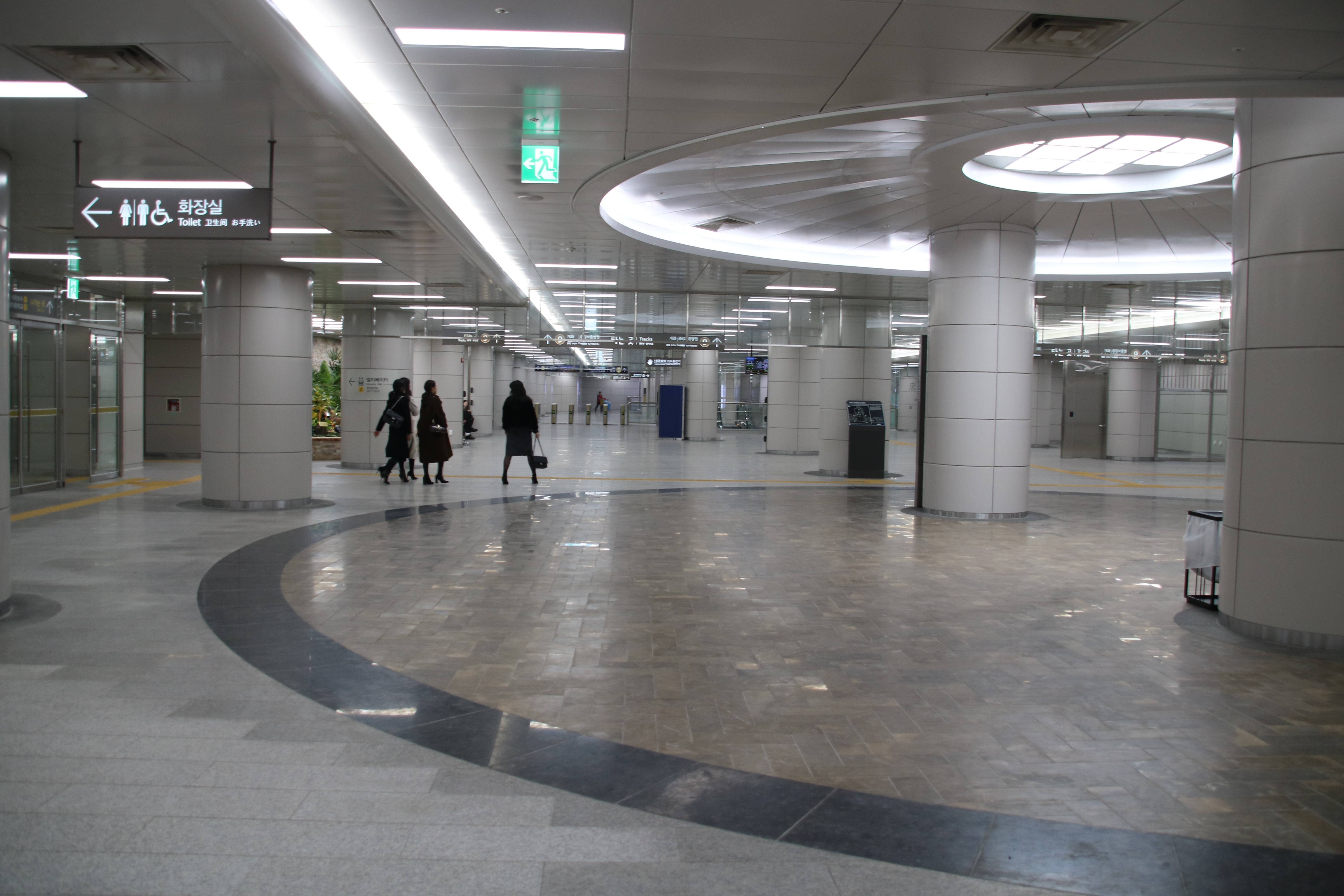
Phòng chờ